# František Kupka
František Kupka (Opočno, 23 de septiembre de 1871 - Puteaux, 24 de junio de 1957) fue un pintor y artista gráfico checo considerado como uno de los pioneros y cofundador de las primeras etapas del arte abstracto y cubismo órfico (orfismo). Las obras abstractas de Kupka surgieron de una base de realismo, pero más tarde evolucionaron hasta el arte abstracto puro.

## Biografía y obra
František Kupka nació en Opočno, Bohemia oriental (hoy República Checa). Desde 1889 hasta 1892, estudió en la Academia de Arte de Praga. En esta época pintó temas históricos y patrióticos. Posteriormente, entró en la Akademie der Bildenden Künste de Viena, Austria, donde se concentró en temas simbólicos y alegóricos. Expuso en el Kunstverein, Viena, en 1894. Su implicación con la teosofía y la filosofía oriental data de este periodo. Para la primavera del año 1896, Kupka se había establecido en París; allí acudió a la Académie Julian brevemente y luego estudió con Jean-Pierre Laurens en la École des Beaux-Arts. Kupka trabajó como ilustrador de libros y carteles, durante estos primeros años en París, siendo conocido por sus dibujos satíricos para periódicos y revistas como L'Assiette au Beurre. En 1906, se estableció en Puteaux, un suburbio de París, y ese mismo año expuso por primera vez en el Salon d’Automne. 
Sus primeras obras artísticas muestran una preocupación inusual, a menudo poco realista, por el color y por una distorsión expresiva.
Kupka quedó profundamente impresionado por el primer Manifiesto futurista, publicado en 1909 en Le Figaro. La pintura de Kupka del año 1909 «Teclado de piano / Lago» marcó una ruptura en su estilo representativo; su obra fue haciéndose progresivamente abstracta alrededor de 1910–1911, reflejando sus teorías de movimiento, color, y la relación entre la música y la pintura (orfismo). 
Desde 1911 a 1912, al mismo tiempo que el pintor francés Robert Delaunay, Kupka realizó sus primeros trabajos completamente abstractos, como Amorfa: fuga de dos colores (1912, Galería Nacional de Praga), que consiste en formas circulares coloreadas y líneas organizadas en una disposición rítmica. En 1911, acudió a reuniones del grupo Puteaux. Al año siguiente, expuso en el Salon des Indépendants en la Sala Cubista, aunque no quería ser identificado con ningún movimiento. 
Creación en las Artes Plásticas, libro que Kupka acabó en 1913, fue publicado en Praga en 1923. 
Continuó experimentando dentro de la abstracción, y agrupó su obra artística en cinco categorías: círculos, verticales, verticales y diagonales, triángulos y diagonales. En 1931, fue miembro fundador de Abstraction-Création. En 1936, su obra fue incluida en la exposición «Cubism and Abstract Art» (Cubismo y Arte Abstracto) en el MoMA de Nueva York, y en una importante muestra con otro excelente pintor checo, Alfons Mucha, en el Jeu de Paume de París.
Una retrospectiva de su obra tuvo lugar en la Galerie Mánes de Praga en 1946. El mismo año, Kupka participó en el Salon des réalités nouvelles, donde siguió exponiendo con regularidad hasta su muerte. Durante los primeros años de la década de los cincuenta, obtuvo reconocimiento general y tuvo varias exposiciones individuales en Nueva York. No obstante, no fue un pintor tan influyente como otros del movimiento abstracto, por lo que no recibió el reconocimiento que se merecía hasta después de su muerte.
Entre 1919 y 1938 Kupka fue apoyado financieramente por su buen amigo, el coleccionista de arte y empresario industrial Jindřich Waldes quien acumuló una significativa colección de su arte. Kupka murió en Puteaux, Francia, el 24 de junio de 1957.
Kupka tenía un fuerte interés en teoría del color; alrededor de 1910 comenzó a desarrollar sus propias ruedas de color, adaptando un formato que previamente habían explorado Sir Isaac Newton y Hermann von Helmholtz. Esta obra a su vez llevó a Kupka a ejecutar una serie de cuadros que llamó «Discos de Newton» (1911-1912). Kupka estaba interesado en liberar los colores de asociaciones descriptivas. Su obra en esta área se cree que influyó a otros artistas como Robert Delaunay.

## Obras selectas
- Planos por colores
- Reminiscencia de una catedral
- Espacio azul
- El primer paso, 1909, MoMA, Nueva York
- Estudio para el lenguaje de las verticales, 1911, Museo Thyssen-Bornemisza, Madrid
- Discos de Newton, 1912, Museo Nacional de Arte Moderno, París
- Localización de móviles gráficos I, 1912-1913, Museo Thyssen-Bornemisza, Madrid
- Planos coloreados. Recuerdo de invierno, 1920-1923, Národní Galerie, Praga
- La novela del rosa n.º 1, 1925, Museo Nacional de Arte Moderno, París
- El acero bebe, 1928, Národní Galerie, Praga
- Acompañamiento sincopado (staccato), h. 1928-1930, Museo Thyssen-Bornemisza, Madrid

Obras en la colección Peggy Guggenheim, Nueva York:
- Estudio para una mujer recogiendo flores (Femme cueillant des fleurs), h. 1910
- Estudio para Amorfa, Cromáticas templadas, Cromática caliente y para Fuga en dos colores (Fugue a deux couleurs), h. 1910-1911
- Planos verticales (Plans verticaux), 1911-1912
- Estudio para la organización de motivos gráficos I (Localisations de mobiles graphiques I), h. 1911-12
- Alrededor de un punto (Autour d'un point), h. 1920-1925